# Jean Marcelin
Jean Harisson Marcelin (Le Port, 12 febbraio 2000) è un calciatore francese naturalizzato malgascio, difensore del Rapid Vienna.

## Caratteristiche tecniche
Di ruolo difensore centrale, ha un'imponente presenza fisica dovuta alla sua altezza (197 cm).

## Carriera

### Club
Cresciuto nel settore giovanile dell'Auxerre, debutta in prima squadra il 17 agosto 2018, disputando l'incontro di Ligue 2 vinto per 1-0 contro il Nancy.
Il 30 gennaio 2020 viene acquistato dal Monaco, firmando un contratto quadriennale. L'11 settembre successivo, viene ceduto in prestito ai belgi del Cercle Bruges.
Il 23 agosto 2022, dopo solo 3 presenze con la squadra riserve, viene nuovamente girato in prestito al Cercle Bruges.
Nel 2025 si trasferisce al Rapid Vienna, nella prima divisione austriaca.

### Nazionale
Tra il 2018 e il 2019 ha fatto parte della rosa della nazionale francese Under-19.
Successivamente ha deciso di rappresentare il Madagascar, nazionale delle sue origini, da cui è stato convocato per la prima volta nel marzo 2025. Esordisce il 19 del mese stesso nella sfida vinta in trasferta per 1-4 contro la Rep. Centrafricana.

## Statistiche

### Presenze e reti nei club
Statistiche aggiornate al 2 novembre 2023.
| Stagione             | Squadra              | Campionato           | Campionato | Campionato | Coppe nazionali | Coppe nazionali | Coppe nazionali | Coppe continentali | Coppe continentali | Coppe continentali | Altre coppe | Altre coppe | Altre coppe | Totale | Totale |
| Stagione             | Squadra              | Comp                 | Pres       | Reti       | Comp            | Pres            | Reti            | Comp               | Pres               | Reti               | Comp        | Pres        | Reti        | Pres   | Reti   |
| -------------------- | -------------------- | -------------------- | ---------- | ---------- | --------------- | --------------- | --------------- | ------------------ | ------------------ | ------------------ | ----------- | ----------- | ----------- | ------ | ------ |
| 2017-2018            | Auxerre 2            | N3                   | 20         | 1          |                 | -               | -               |                    | -                  | -                  |             | -           | -           | 20     | 1      |
| 2018-2019            | Auxerre 2            | N3                   | 16         | 0          |                 | -               | -               |                    | -                  | -                  |             | -           | -           | 16     | 0      |
| Totale Auxerre 2     | Totale Auxerre 2     | Totale Auxerre 2     | 36         | 1          |                 | -               | -               |                    | -                  | -                  |             | -           | -           | 36     | 1      |
| 2018-2019            | Auxerre              | L2                   | 5          | 0          | CF+CdL          | 1+2             | 0+1             |                    | -                  | -                  |             | -           | -           | 8      | 1      |
| 2019-gen. 2020       | Auxerre              | L2                   | 16         | 0          | CF+CdL          | 0+1             | 0               |                    | -                  | -                  |             | -           | -           | 17     | 0      |
| Totale Auxerre       | Totale Auxerre       | Totale Auxerre       | 21         | 0          |                 | 4               | 1               |                    | -                  | -                  |             | -           | -           | 25     | 1      |
| ago. 2020            | Monaco 2             | N2                   | 1          | 0          |                 | -               | -               |                    | -                  | -                  |             | -           | -           | 1      | 0      |
| 2020-2021            | Cercle Bruges        | D1                   | 20         | 1          | CB              | 2               | 1               |                    | -                  | -                  |             | -           | -           | 22     | 2      |
| 2021-2022            | Monaco 2             | N2                   | 3          | 0          |                 | -               | -               |                    | -                  | -                  |             | -           | -           | 3      | 0      |
| 2022-2023            | Cercle Bruges        | D1                   | 15+5       | 0+1        | CB              | -               | -               |                    | -                  | -                  |             | -           | -           | 20     | 1      |
| Totale Cercle Bruges | Totale Cercle Bruges | Totale Cercle Bruges | 40         | 2          |                 | 2               | 1               |                    | -                  | -                  |             | -           | -           | 42     | 3      |
| 2023-2024            | Bordeaux             | D1                   | 2          | 0          | CF              | -               | -               |                    | -                  | -                  |             | -           | -           | 2      | 0      |
| Totale carriera      | Totale carriera      | Totale carriera      | 103        | 3          |                 | 6               | 2               |                    | -                  | -                  |             | -           | -           | 109    | 5      |

### Cronologia presenze e reti in nazionale
| Cronologia completa delle presenze e delle reti in nazionale ― Madagascar | Cronologia completa delle presenze e delle reti in nazionale ― Madagascar | Cronologia completa delle presenze e delle reti in nazionale ― Madagascar | Cronologia completa delle presenze e delle reti in nazionale ― Madagascar | Cronologia completa delle presenze e delle reti in nazionale ― Madagascar | Cronologia completa delle presenze e delle reti in nazionale ― Madagascar | Cronologia completa delle presenze e delle reti in nazionale ― Madagascar | Cronologia completa delle presenze e delle reti in nazionale ― Madagascar |
| Data                                                                      | Città                                                                     | In casa                                                                   | Risultato                                                                 | Ospiti                                                                    | Competizione                                                              | Reti                                                                      | Note                                                                      |
| ------------------------------------------------------------------------- | ------------------------------------------------------------------------- | ------------------------------------------------------------------------- | ------------------------------------------------------------------------- | ------------------------------------------------------------------------- | ------------------------------------------------------------------------- | ------------------------------------------------------------------------- | ------------------------------------------------------------------------- |
| 19-3-2025                                                                 | Casablanca                                                                | Rep. Centrafricana                                                        | 1 – 4                                                                     | Madagascar                                                                | Qual. Mondiali 2026                                                       | -                                                                         |                                                                           |
| 24-3-2025                                                                 | Al Hoceima                                                                | Madagascar                                                                | 0 – 3                                                                     | Ghana                                                                     | Qual. Mondiali 2026                                                       | -                                                                         |                                                                           |
| Totale                                                                    |                                                                           | Presenze                                                                  | 2                                                                         |                                                                           | Reti                                                                      | 0                                                                         |                                                                           |